# Laissez faire
Laissez faire eller laisser faire (udtalt [lesefɛʀ]) er et fransk udtryk, der direkte oversat betyder "lad gøre", men bruges i betydningen "lade stå til". Det blev først brugt i det 18. århundrede af fysiokrater, som ønskede at minimere statens indblanding i landets økonomi. Vendingen udtrykker den holdning, at det offentlige ikke på nogen måde bør påvirke den måde, hvorpå markedsøkonomien fungerer, og altså ikke udføre nogen form for regulering eller beskatning. I sin yderste konsekvens udtrykker laissez faire-tankegangen ønsket om en såkaldt natvægterstat.
Udtrykket bruges også i overført betydning på andre områder som betegnelse for, at autoriteter afholder sig fra at gribe ind på et område, f.eks. laissez faire-opdragelse. Indenfor psykologien har den tysk-amerikanske psykolog Kurt Lewin anvendt det til at skelne mellem grupper, der bliver ledet efter henholdsvis laissez faire-, autoritære og demokratiske principper. Udtrykkes bruges somme tider nedsættende som udtryk for ansvarsfralæggelse eller ansvarsforflygtigelse.

## Oprindelse
Udtrykket laissez faire stammer formodentlig fra et møde, der fandt sted ca. 1681 mellem den magtfulde franske statsmand og "generalkontrollør" (nærmest svarende til datidens finansminister) Jean-Baptiste Colbert og en gruppe franske forretningsfolk ledet af Monsieur Le Gendre. Da Colbert, der var en ivrig tilhænger af merkantilismen, spurgte hvordan den franske stat kunne gavne handelsfolkene og hjælpe med at fremme deres omsætning, svarede Le Gendre ganske enkelt "laissez-nous faire" ("overlad det til os" eller "lad os [selv om at] gøre [det]").
Anekdoten om mødet mellem Colbert og Le Gendre optrådte første gang i tidsskriftet Journal économique i 1751 i en artikel, der var skrevet af den franske minister og frihandelstilhænger René de Voyer, Marquis d'Argenson. Artiklen er også det først kendte tilfælde, hvor begrebet optræder på tryk. Argenson selv havde anvendt udtrykket tidligere (i 1736) i sin egen dagbog i et berømt udbrud: Laissez faire, telle devrait être la devise de toute puissance publique, depuis que le monde est civilisé ... Détestable principe que celui de ne vouloir grandir que par l'abaissement de nos voisins ! Il n'y a que la méchanceté et la malignité du cœur de satisfaites dans ce principe, et l’intérêt y est opposé. Laissez faire, morbleu ! Laissez faire !!
Vincent de Gournay, en fransk fysiokrat, populariserede udtrykket laissez faire, da han øjensynlig tog det fra François Quesnays beretninger om Kina. Quesnay anvendte betegnelserne laissez-faire og laissez-passer, hvor laissez-faire var en oversættelse af det kinesiske udtryk 無為 wu wei eller "ikke-handling", et vigtigt begreb i taoismen og kinesisk statstænkning.

## Laissez faire i politik
Laissez faire-slagordet blev oprindelig udbredt af fysiokraterne, der ønskede at gøre op med merkantilismens vægt på en stærkt styrende stat på erhvervsområdet. Senere blev den tanke, som vendingen udtrykker, et centralt indhold i den klassiske liberalisme. Adam Smiths tanker om den usynlige hånd kan således opfattes som et forsvar for laissez faire-tankegangen. Man taler også om, at den tidlige kapitalisme i 1800-tallet i især England var en laissez faire-kapitalisme, hvor den klassiske liberalismes tanker var i højsædet på det økonomiske område. Slagordet lever fortsat videre i den politiske debat, hvor det på en gang kan karakterisere og karikere liberalistisk økonomisk politik.

## Økonomisk teori
Laissez faire-tankegangen har en tæt parallel indenfor økonomisk teori og specielt velfærdsøkonomien i form af tanken om et marked (eller en hel markedsøkonomi med mange markeder), hvor der er fuldkommen konkurrence. I sådan en situation, som er kendetegnet ved, at der ikke er nogen markedsfejl i økonomien, vil de private markeder på egen hånd føre til en samfundsøkonomisk efficient (også kaldet Pareto-optimal) tilstand, og offentlig indgriben vil som hovedregel forringe den samfundsøkonomiske effektivitet ved at skabe forskellige forvridninger, f.eks. i form af beskatning, der påvirker folks adfærd. Er der markedsfejl tilstede i økonomien, vil situationen imidlertid være omvendt: En ureguleret laissez-faire-økonomi vil så ikke være samfundsøkonomisk effektiv, og der er behov for en form for offentlig regulering for at få økonomien til at fungere mere effektivt. Skal den offentlige indgriben rent faktisk føre til en forbedring, kræver det dog også, at den er udført på en tilstrækkelig hensigtsmæssig måde. De fire klassiske typer af markedsfejl, som giver et efficiens-argument for offentlig indgriben i økonomien, er tilstedeværelsen af eksternaliteter, offentlige goder, markedsmagt, f.eks. i form af monopoler og andre typer af ufuldkommen konkurrence, og asymmetrisk information.